# Jon Andersen
Jon Andersen-Reel (ur. 8 stycznia 1977 w San Francisco w stanie Kalifornia) – amerykański zawodnik futbolu amerykańskiego, zawodowy zapaśnik, kulturysta i profesjonalny strongman. Mistrz Ameryki Północnej Strongman w 2003.

## Rekordy życiowe
- przysiad: 3 x 353 kg
- wyciskanie: 3 x 257 kg
- martwy ciąg: 4 x 318,5 kg

## Osiągnięcia strongman
2003
- 1. miejsce - Mistrzostwa Ameryki Północnej Strongman

2004
- 6. miejsce - Mistrzostwa USA Strongman 2004

2005
- 2. miejsce - IFSA World Team Championships, St. Maarten Island
- 7. miejsce - Mistrzostwa Panamerykańskie Strongman 2005

2006
- 2. miejsce - Mistrzostwa USA Strongman 2006
- 3. miejsce - Drużynowe Mistrzostwa Świata Strongman 2006

## Filmografia
- 2012: NJPW King Of Pro-Wrestling 2012 jako strongman
- 2016: Lucha Mexico jako Jon Strongman
- 2016: The Dog Wedding jako strongman